# Lista stacji i przystanków kolejowych w Kalabrii
To jest lista stacji kolejowych w regionie Kalabria, będących własnością Rete Ferroviaria Italiana, części Ferrovie dello Stato.

## Lista
| Stacja                            | Miejsce                          | Prowincja       | Kategoria |
| --------------------------------- | -------------------------------- | --------------- | --------- |
| Acquappesa                        | Acquappesa                       | Cosenza         | Bronze    |
| Africo Nuovo                      | Africo Nuovo                     | Reggio Calabria | Bronze    |
| Amantea                           | Amantea                          | Cosenza         | Silver    |
| Amendolara-Oriolo                 | Amendolara                       | Cosenza         | Bronze    |
| Ardore                            | Ardore                           | Reggio Calabria | Bronze    |
| Badolato                          | Badolato                         | Catanzaro       | Bronze    |
| Bagnara                           | Bagnara Calabra                  | Reggio Calabria | Silver    |
| Belmonte Calabro                  | Belmonte Calabro                 | Cosenza         | Bronze    |
| Belvedere Marittimo               | Belvedere Marittimo              | Cosenza         | Bronze    |
| Bianco                            | Bianco                           | Reggio Calabria | Silver    |
| Botricello                        | Botricello                       | Catanzaro       | Bronze    |
| Bova Marina                       | Bova Marina                      | Reggio Calabria | Silver    |
| Bovalino                          | Bovalino                         | Reggio Calabria | Silver    |
| Brancaleone                       | Brancaleone                      | Reggio Calabria | Silver    |
| Briatico                          | Briatico                         | Vibo Valentia   | Bronze    |
| Calopezzati                       | Calopezzati                      | Cosenza         | Bronze    |
| Campora San Giovanni-Serra Aiello | Campora San Giovanni             | Cosenza         | Bronze    |
| Capo Bonifati                     | Capo Bonifati                    | Cosenza         | Bronze    |
| Cariati                           | Cariati                          | Cosenza         | Bronze    |
| Castiglione Cosentino             | Castiglione Cosentino            | Cosenza         | Silver    |
| Catanzaro                         | Catanzaro                        | Catanzaro       | Silver    |
| Catanzaro Lido                    | Catanzaro                        | Catanzaro       | Gold      |
| Caulonia                          | Caulonia                         | Reggio Calabria | Bronze    |
| Cetraro                           | Cetraro                          | Cosenza         | Bronze    |
| Cirò                              | Cirò                             | Crotone         | Bronze    |
| Condofuri                         | Condofuri                        | Reggio Calabria | Bronze    |
| Corigliano Calabro                | Corigliano Calabro               | Cosenza         | Bronze    |
| Cosenza                           | Cosenza                          | Cosenza         | Silver    |
| Cropani                           | Cropani                          | Catanzaro       | Bronze    |
| Crotone                           | Crotone                          | Crotone         | Silver    |
| Crucoli                           | Crucoli                          | Crotone         | Bronze    |
| Curinga                           | Curinga                          | Catanzaro       | Bronze    |
| Cutro                             | Cutro                            | Crotone         | Bronze    |
| Diamante-Buonvicino               | Diamante                         | Cosenza         | Silver    |
| Falerna                           | Falerna                          | Catanzaro       | Bronze    |
| Favazzina                         | Favazzina                        | Calabria        | Bronze    |
| Ferruzzano                        | Ferruzzano                       | Reggio Calabria | Bronze    |
| Fiumefreddo Bruzio                | Fiumefreddo Bruzio               | Cosenza         | Bronze    |
| Francavilla Angitola-Filadelfia   | Francavilla Angitola             | Vibo Valentia   | Silver    |
| Fuscaldo                          | Fuscaldo                         | Cosenza         | Bronze    |
| Gioia Tauro                       | Gioia Tauro                      | Reggio Calabria | Silver    |
| Gioiosa Jonica                    | Gioiosa Ionica                   | Reggio Calabria | Silver    |
| Grisolia-Santa Maria              | Grisolia                         | Cosenza         | Bronze    |
| Guardavalle                       | Guardavalle                      | Catanzaro       | Bronze    |
| Guardia Piemontese Terme          | Guardia Piemontese               | Cosenza         | Bronze    |
| Joppolo                           | Joppolo                          | Vibo Valentia   | Bronze    |
| Lamezia Terme Centrale            | Lamezia Terme                    | Catanzaro       | Gold      |
| Lamezia Terme Nicastro            | Lamezia Terme                    | Catanzaro       | Silver    |
| Lamezia Terme Sambiase            | Lamezia Terme                    | Catanzaro       | Bronze    |
| Locri                             | Locri                            | Reggio Calabria | Silver    |
| Longobardi                        | Longobardi                       | Cosenza         | Bronze    |
| Mandatoriccio-Campana             | Mandatoriccio                    | Cosenza         | Bronze    |
| Marcellinara                      | Marcellinara                     | Catanzaro       | Bronze    |
| Marcellina-Verbicaro-Orsomarso    | Marcellina                       | Cosenza         | Bronze    |
| Marina di San Lorenzo             | Marina di San Lorenzo            | Reggio Calabria | Bronze    |
| Melito di Porto Salvo             | Melito di Porto Salvo            | Reggio Calabria | Silver    |
| Mileto                            | Mileto                           | Vibo Valentia   | Bronze    |
| Mirto-Crosia                      | Crosia                           | Cosenza         | Bronze    |
| Monasterace-Stilo                 | Monasterace                      | Reggio Calabria | Bronze    |
| Mongrassano-Cervicati             | Mongrassano                      | Cosenza         | Bronze    |
| Montegiordano                     | Montegiordano                    | Cosenza         | Bronze    |
| Montepaone-Montauro               | Montepaone                       | Catanzaro       | Bronze    |
| Motta San Giovanni-Lazzaro        | Motta San Giovanni               | Reggio Calabria | Bronze    |
| Nicotera                          | Nicotera                         | Vibo Valentia   | Bronze    |
| Nocera Terinese                   | Nocera Terinese                  | Catanzaro       | Bronze    |
| Palizzi                           | Palizzi                          | Reggio Calabria | Bronze    |
| Palmi                             | Palmi                            | Reggio Calabria | Bronze    |
| Paola                             | Paola                            | Cosenza         | Gold      |
| Parghelia                         | Parghelia                        | Vibo Valentia   | Bronze    |
| Pizzo                             | Pizzo                            | Vibo Valentia   | Bronze    |
| Praja-Ajeta-Tortora               | Praia a Mare                     | Cosenza         | Silver    |
| Reggio Calabria Archi             | Reggio Calabria                  | Reggio Calabria | Bronze    |
| Reggio Calabria Bocale            | Reggio Calabria                  | Reggio Calabria | Bronze    |
| Reggio Calabria Catona            | Reggio Calabria                  | Reggio Calabria | Bronze    |
| Reggio Calabria Centrale          | Reggio Calabria                  | Reggio Calabria | Gold      |
| Reggio Calabria Gallico           | Reggio Calabria                  | Reggio Calabria | Bronze    |
| Reggio Calabria Lido              | Reggio Calabria                  | Reggio Calabria | Silver    |
| Reggio Calabria Omeca             | Reggio Calabria                  | Reggio Calabria | Bronze    |
| Reggio Calabria Pellaro           | Reggio Calabria                  | Reggio Calabria | Silver    |
| Reggio Calabria Santa Caterina    | Reggio Calabria                  | Reggio Calabria | Bronze    |
| Reggio Calabria San Gregorio      | Reggio Calabria                  | Reggio Calabria | Bronze    |
| Riace                             | Riace                            | Reggio Calabria | Bronze    |
| Ricadi                            | Ricadi                           | Vibo Valentia   | Bronze    |
| Rocca Imperiale                   | Rocca Imperiale                  | Cosenza         | Bronze    |
| Roccella Jonica                   | Roccella Ionica                  | Reggio Calabria | Silver    |
| Rosarno                           | Rosarno                          | Reggio Calabria | Silver    |
| Roseto Capo Spulico               | Roseto Capo Spulico              | Cosenza         | Bronze    |
| Rossano                           | Rossano                          | Cosenza         | Bronze    |
| Sant’Andrea dello Jonio           | Sant’Andrea Apostolo dello Ionio | Catanzaro       | Bronze    |
| Santa Caterina dello Jonio        | Santa Caterina dello Ionio       | Catanzaro       | Bronze    |
| Santa Domenica                    | Santa Domenica                   | Vibo Valentia   | Bronze    |
| San Lucido Marina                 | San Lucido                       | Cosenza         | Bronze    |
| San Marco-Roggiano                | San Marco Argentano              | Cosenza         | Bronze    |
| San Pietro a Maida-Maida          | San Pietro a Maida               | Catanzaro       | Bronze    |
| Saline di Reggio                  | Saline Joniche                   | Reggio Calabria | Bronze    |
| Scalea-Santa Domenica Talao       | Scalea                           | Cosenza         | Silver    |
| Scilla                            | Scilla                           | Reggio Calabria | Silver    |
| Sibari                            | Sibari                           | Cosenza         | Silver    |
| Siderno                           | Siderno                          | Reggio Calabria | Silver    |
| Soverato                          | Soverato                         | Catanzaro       | Silver    |
| Spezzano Albanese Terme           | Spezzano Albanese                | Cosenza         | Bronze    |
| Squillace                         | Squillace                        | Catanzaro       | Bronze    |
| Strongoli                         | Strongoli                        | Crotone         | Bronze    |
| Tarsia                            | Tarsia                           | Cosenza         | Bronze    |
| Torano-Lattarico                  | Torano Castello                  | Cosenza         | Bronze    |
| Torre Melissa                     | Melissa                          | Crotone         | Bronze    |
| Torremezzo di Falconara           | Falconara Albanese               | Cosenza         | Bronze    |
| Trebisacce                        | Trebisacce                       | Cosenza         | Silver    |
| Tropea                            | Tropea                           | Vibo Valentia   | Silver    |
| Vibo Marina                       | Vibo Valentia                    | Vibo Valentia   | Silver    |
| Vibo Valentia-Pizzo               | Vibo Valentia                    | Vibo Valentia   | Silver    |
| Villa San Giovanni                | Villa San Giovanni               | Reggio Calabria | Gold      |
| Villa San Giovanni Cannitello     | Villa San Giovanni               | Reggio Calabria | Bronze    |
| Villapiana Lido                   | Villapiana                       | Calabria        | Bronze    |
| Villapiana-Torre Cerchiara        | Villapiana                       | Calabria        | Bronze    |
| Zambrone                          | Zambrone                         | Vibo Valentia   | Silver    |